# Kościół Opatrzności Bożej w Radomiu
Kościół Opatrzności Bożej w Radomiu – rzymskokatolicki kościół parafialny należący do parafii pod tym samym wezwaniem (dekanat Radom-Południe diecezji radomskiej).
Krzyż i plac pod budowę nowej świątyni poświęcony został w dniu 2 września 1981 roku przez biskupa Edwarda Materskiego. Prace przy budowie świątyni były prowadzone przez księdza Andrzeja Szewczyka. Budowa świątyni zaprojektowanej przez architekta Marka Stanika i konstruktora Henryka Nogajskiego, trwała w latach 1982–1985. Wystrój świątyni został zaprojektowany i wykonany przez Stanisława Bąkowskiego z Warszawy. Świątynia została uroczyście poświęcona przez biskupa Zygmunta Zimowskiego 5 grudnia 2004 roku.